# Дрангово (Благоевградская область)
Дрангово (болг. Дрангово) — село в Благоевградской области Болгарии. Входит в состав общины Петрич. Находится примерно в 7 км к востоку от центра города Петрич и примерно в 69 км к югу от центра города Благоевград. По данным переписи населения 2011 года, в селе  проживало 528 человек, преобладающая национальность — болгары.

## Население
| Год     | 1934 | 1946 | 1956 | 1965 | 1975 | 1985 | 1992 | 2001 | 2011 |
| ------- | ---- | ---- | ---- | ---- | ---- | ---- | ---- | ---- | ---- |
| Жителей | 277  | 446  | 492  | 539  | 552  | 569  | 545  | 521  | 528  |

|  |